# Dózsa György út (Metró Budapest)
Dózsa György út ist eine 1984 eröffnete Station der Linie M3 der Metró Budapest. Sie liegt zwischen den Stationen Lehel tér und Göncz Árpád városközpont.
Die Station wurde 2017–2019 renoviert. Sie befindet sich an der gleichnamigen Straße (benannt nach György Dózsa, dem Anführer des Ungarischen Bauernaufstandes) im XIII. Budapester Bezirk.

## Galerie

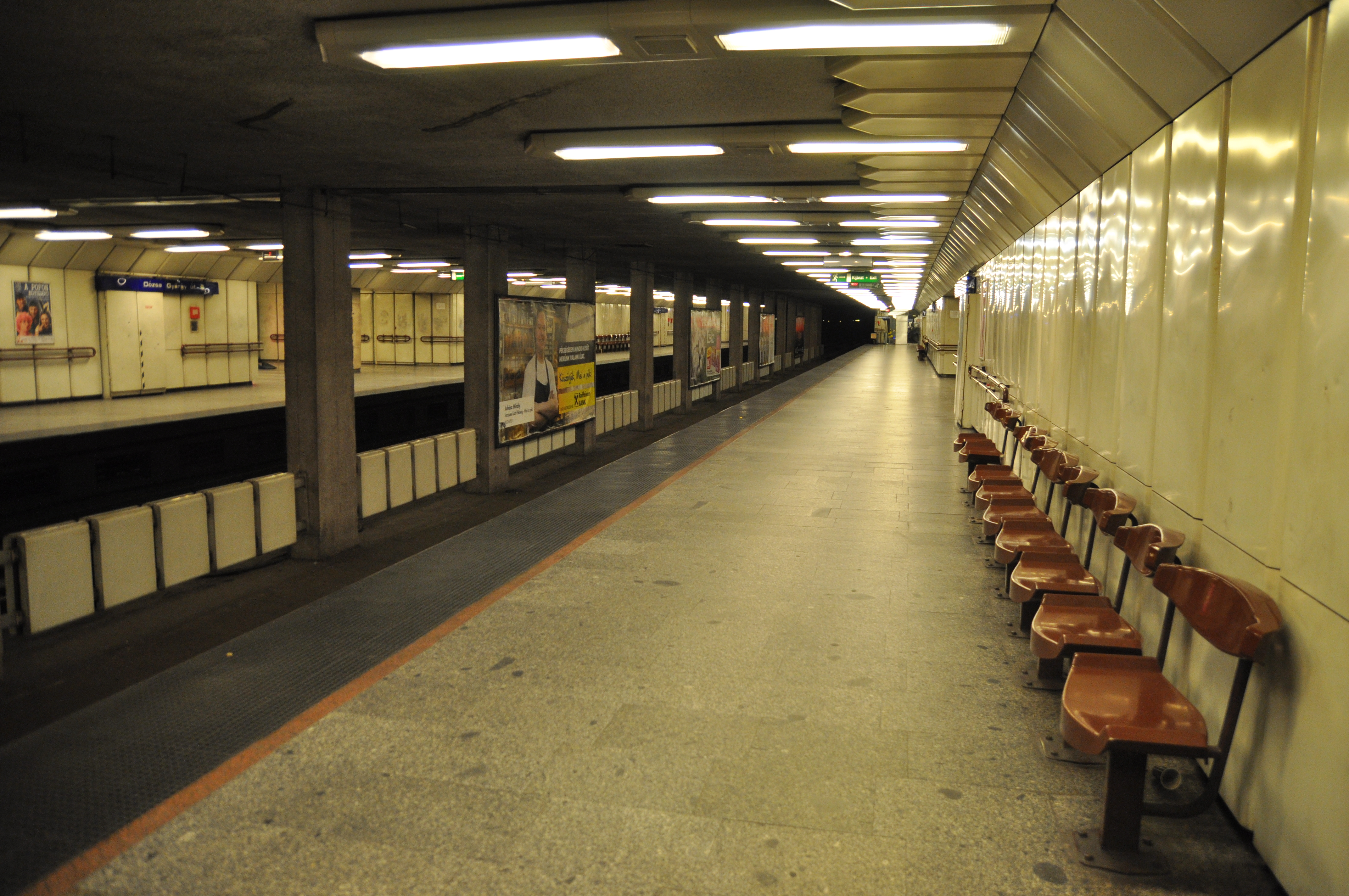
Bahnsteig vor der Renovierung
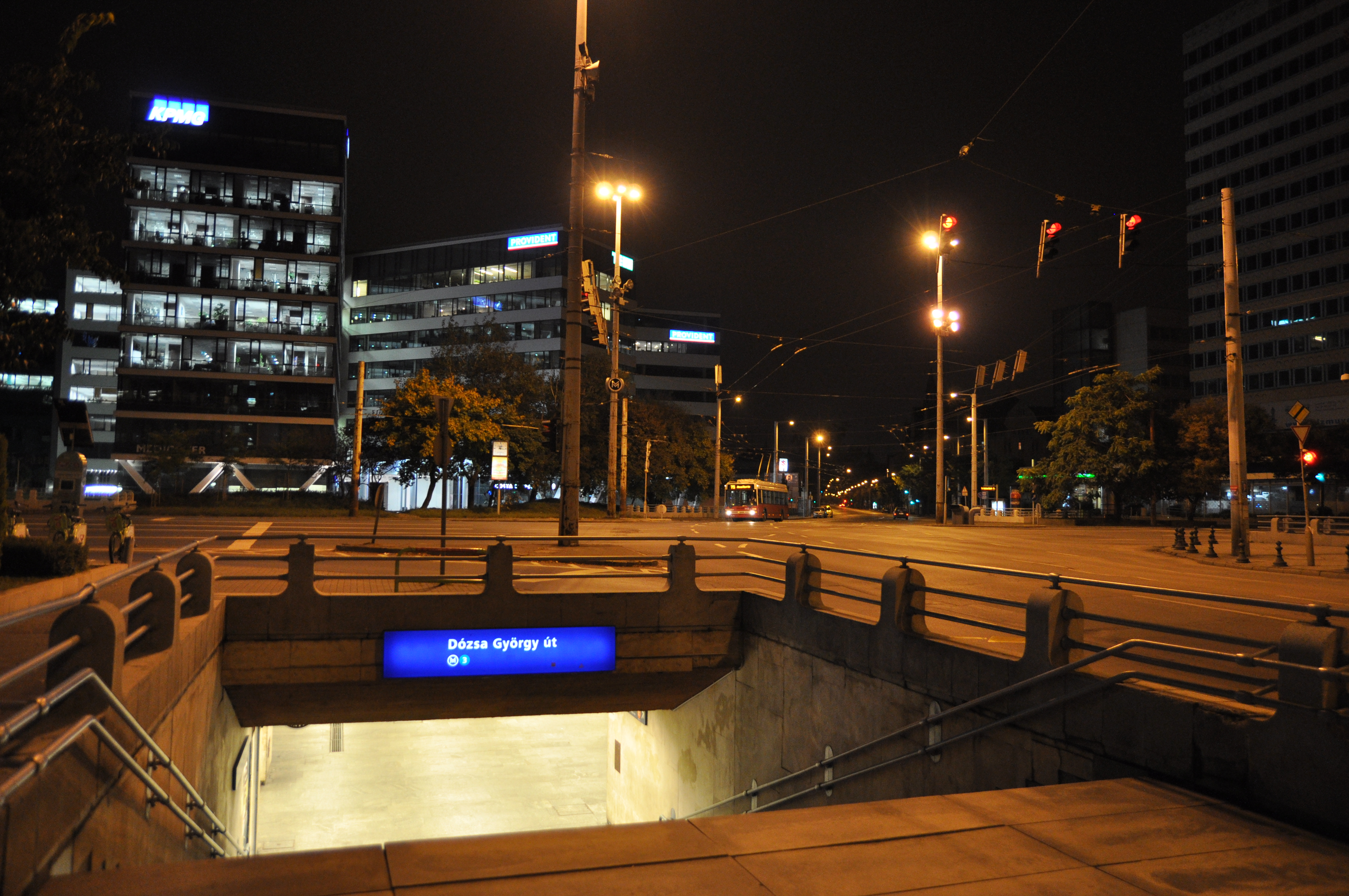
Zugang